# I. Gyula pápa
Szent I. Gyula (latinul: Iulius), (kb. 280 – 352. április 12.) a 35. pápa volt, akit majdnem négy hónapos vita után választottak meg, 337. február 6-án és haláláig maradt hivatalában.

## Élete
Gyula pontifikátusának kezdetén halt meg a keresztény egyház legnagyobb támogatója, I. Constantinus császár. A két részre szakadt Római Birodalom nyugati részén Constans császár léphetett trónra.
I. Gyula uralkodása nagyrészt az ismét fellángoló arianizmus elleni vitákban merült ki.  340-ben Rómába zsinatot hívott össze, melyre meghívta a keleti püspököket is. Nikomédiai Euszebiosz követői, az euszébiánusok azonban nem jelentek meg a zsinaton, sőt levélben fejezték ki nemtetszésüket a zsinat iránt. A zsinaton részt vevő mintegy 50 püspök azonban csatlakozott Gyula pápa ítéletéhez, teljesen rehabilitálták Atanáz alexandriai püspököt és a többi, az ariánusok által 335-ben hivataluktól megfosztott püspököt. A határozatot Gyula pápa méltóságteljes levélben közölte az ariánusokkal, ők azonban nem nyugodtak bele a döntésbe. 341-ben Nikomédiai Euszebiosz követői zsinatot tartottak Antiokheiában. Itt felújították vitájukat Atanáz elmozdításáról. Euszebiosz ugyanis a Nikaia–konstantinápolyi hitvallást ugyan aláírta, de mégsem értett vele egyet, és az ariánusokhoz közeledett. Atanáz pedig egyike volt az arianizmust leginkább bíráló püspököknek. A kiújuló viták odáig vezettek, hogy Euszebiosz követeket küldött Gyulához és Constanshoz is.
I. Gyula védelmébe fogadta Atanázt, ezzel egyetértve a nikaiai hitvallással és ellenszegülve az arianista nézetekkel. A császár pedig nem avatkozott bele az egyházi ügyekbe. Az első zsinaton a pápa kinyilatkoztatta álláspontját, szembekerülve ezzel a keleti püspökökkel. 342-ben a római zsinaton Gyula személyesen erősítette meg tisztségében Atanázt. A vita széles körű lezárására hívott össze 343-ban Serdica (a mai Szófia) városába egy zsinatot. A zsinaton mindössze 76 keleti püspök jelent meg, akik hamarosan kivonultak a megbeszélésről, és Serdicától nem messze, Philippopolisban ültek össze. Itt megfosztották hivatalától I. Gyulát és Atanázt is. Ezt az eseményt gyakran nevezik az első egyházszakadásnak is.
A vita lezárultával 349-ben Atanáz visszatérhetett a számkivetésből, Gyula pápa pedig nagy tisztelettel fogadta Rómában és gratuláló levéllel bocsátotta útjára.
A vitákon és hatalmi villongásokon kívül Gyula átszervezte a pápai irattárat a császári hivatalok mintájára, legalább öt templomot is építtetett és temetőt nyittatott.
Megtiltotta, hogy klerikusokat polgári bíróság elé idézzenek.
Ünnepét április 12-én tartják.
A csatornatisztítók védőszentje.
Ereklyéi az egyik hagyomány szerint a Szt Praxedesz-, a másik szerint a Santa Maria in Trastevere-bazilikában vannak.

## Művei
- Documenta Catholica Omnia (latin nyelven). [2017. február 1-i dátummal az eredetiből archiválva]. (Hozzáférés: 2011. december 6.)

## Fordítás
Ez a szócikk részben vagy egészben  a   Pope Julius I című angol Wikipédia-szócikk fordításán alapul.  Az eredeti cikk szerkesztőit annak laptörténete sorolja fel. Ez a jelzés csupán a megfogalmazás eredetét és a szerzői jogokat jelzi, nem szolgál a cikkben szereplő információk forrásmegjelöléseként.